# Alejandro Ramírez Blanco

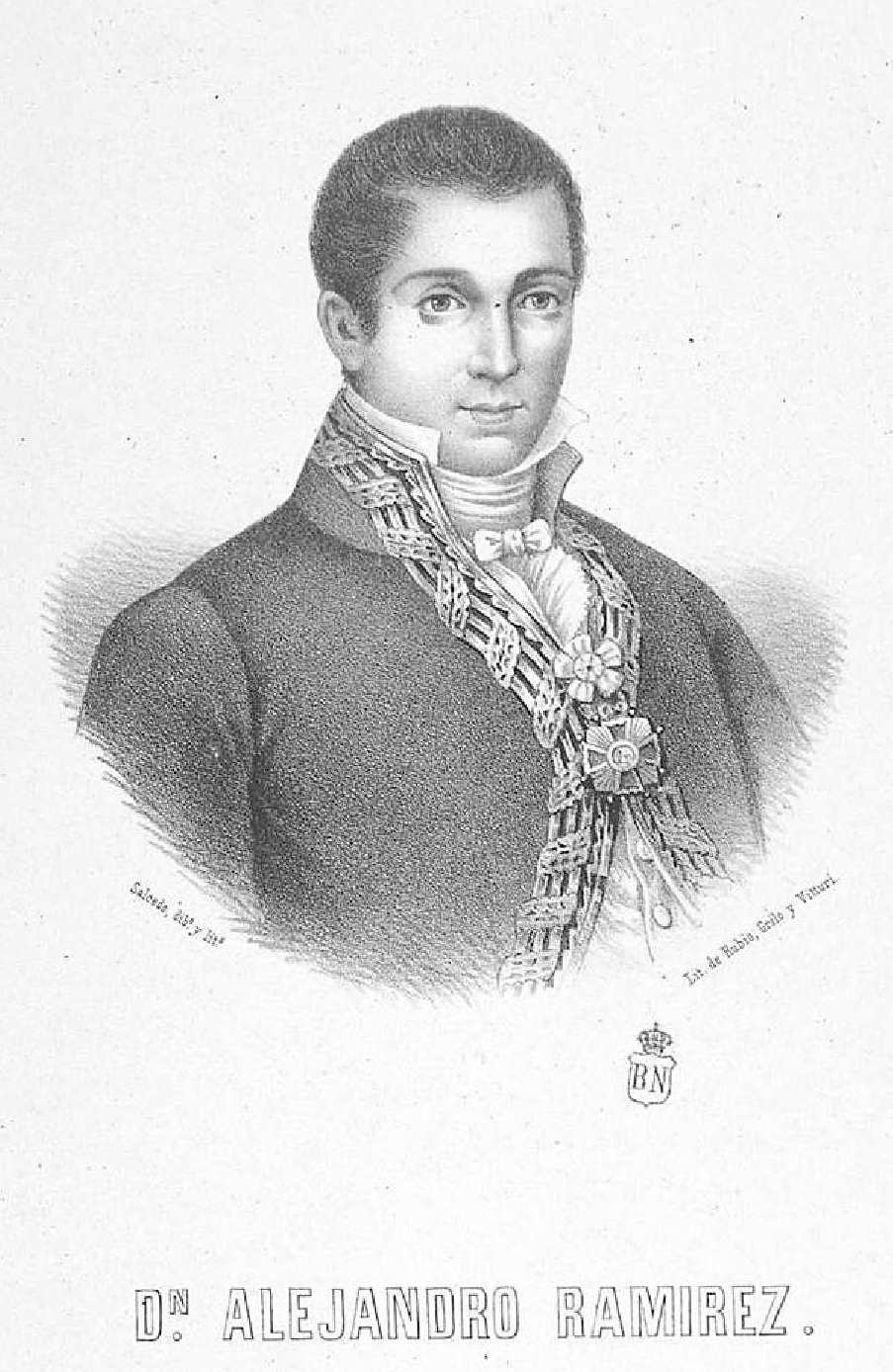
Alejandro Ramírez, litografía de Isidoro Salcedo y Echevarría. Biblioteca Nacional de España.

Alejandro Ramírez Blanco (Alaejos, provincia de Valladolid, 25 de febrero de 1777-La Habana, 20 de mayo de 1821) fue un periodista, economista e intendente de Hacienda de Puerto Rico y de Cuba, de ideología liberal.

## Biografía
Hijo de Tomás Ramírez y Elena Blanco, casados en 1772 en Alaejos, tuvo educación y, de natural despejado, con solo quince años de edad  trabajaba ya como agregado supernumerario en la Contaduría de Rentas Decimales de Alcalá de Henares, puesto que le granjeó "en atención a sus aptitudes" el cardenal Francisco de Lorenzana. En octubre de 1794 fue destinado como Contador a la Capitanía general de Guatemala. Cuatro años después era Secretario del Real Consulado. Tras explorar las Antillas Menores, introdujo en Guatemala la yerba de Guinea para pastos y la caña de Otahití para producir azúcar, además de varias especias y el árbol del pan, aunque este viaje también le deparó algunos disgustos al descubrirse en su equipaje algunos folletos demasiado atrevidos políticamente.
A los 25 años de edad fue nombrado Secretario del Gobierno y Cámara de la presidencia y Capitanía general de Guatemala, desde cuyo puesto siguió fomentando la agricultura y el comercio entre las colonias y abriendo nuevos caminos y, aunque en 1806 fue elegido Diputado a la Junta Central por los ayuntamientos de Comayagua, Sonsonate y Granada, no aceptó el cargo y siguió en Guatemala, donde dirigió en 1797 la Gazeta de Guatemala, publicando allí artículos y poemas. Amistó con el oidor Jacobo de Villaurrutia, quien lo hizo preceptor de sus hijos. Facilitó la recepción de la vacuna en América y fue el autor de una Memoria de Ordenanzas que lo señala como seguidor de las ideas de Adam Smith. Además imprimió en 1799 una Memoria sobre el origen del instituto consular y progreso de este reino y decenas de bandos y reglamentos. Además fue redactor del periódico Flores del Siglo. Dominaba el inglés, el francés, el portugués y el italiano y fue miembro honorario de la Sociedad Patriótica de Guatemala y Corresponsal de la Sociedad Filosófica de Filadelfia, también fue miembro de la Real Academia de la Historia y Consejero de Indias.
Se casó dos veces: el 5 de mayo de 1805 en Santiago de Guatemala con María Josefa Ferrándiz Escobar (1785-1805) y, a once años de enviudar y por poderes, con María de las Mercedes Villaurrutia y de la Puente (1797-?), hija del Licenciado Jacobo de Villaurrutia y López Osorio, el 12 de diciembre de 1816 en Barcelona (Parroquia de San Justo y Pastor).
El vicepresidente de las Cortes de Cádiz (el puertorriqueño Ramón Power) propuso y obtuvo el traslado de Ramírez a Puerto Rico como Superintendente de Hacienda. Desembarcó en 1813 y al momento abrió los puertos al comercio libre con extranjeros y redujo el complicado sistema impositivo a una sola contribución, logrando con ello que el comercio y las rentas oficiales crecieran, de modo que la administración de Puerto Rico pudo cubrir gastos y además enviar partidas a España. Después solicitó y logró de Madrid la inmigración de familias blancas para cultivar nuevas tierras. Fundó la Sociedad Económica de Amigos del País de Puerto Rico, el Consulado de Agricultura y Comercio de Puerto Rico y el segundo diario de la isla, el Diario Económico de Puerto Rico y también creó la Real Lotería de Puerto Rico, la más antigua de América.
En 1814 los diputados a Cortes lograron que fuera nombrado Jefe Superior Político de Guatemala, pero  el regreso de Fernando VII y la restauración del absolutismo hizo que fuera acusado de liberal y constitucional; logró sin embargo quedar exonerado de la causa judicial de purificación y se le devolvió al cargo. Pasó pues a Cuba dos años después con similar destino y en dos meses concluyó el expediente de tierras que fijaba las de realengo; con ello aseguró la propiedad privada de las de más y pudo resurgir la agricultura comercial. Promovió como en Puerto Rico la inmigración blanca, la demolición de las antiguas haciendas y el cese del monopolio o estanco del tabaco. Fundó la Sección de Educación de la Sociedad Económica de Amigos del País, institución que terminó dirigiendo, y animó la creación de colegios de niñas, estableció cátedras de anatomía, cirugía, química y política y fundó el Museo de Anatomía, el Jardín Botánico y la Escuela de Dibujo y Pintura, hasta hoy llamada Academia San Alejandro en su honor. Repobló regiones entonces deshabitadas como Guantánamo, Jagua, Cienfuegos, Nuevitas y Mariel y favoreció grandes mejoras en la ciudad y puerto de Matanzas.
Todo ello elevó considerable y velozmente los ingresos fiscales de forma que, al igual que ya antes en Puerto Rico, Cuba dejó de recibir subvenciones y se convirtió en aportadora de recursos financieros. Por sus criterios ilustrados y su apego al liberalismo económico, modernizó la colonia trabajando estrechamente con Francisco de Arango y Parreño. Al parecer su deseo era diversificar el mercado agrícola protegiendo a los pequeños y medianos campesinos para consolidar un mercado interior, por más que su labor desarrollara poderosamente el modelo de plantación esclavista agroexportadora.
Al regresar el constitucionalismo en 1820 (Trienio Liberal), los representantes del capital comercial (más en concreto Tomás Gutiérrez de Pinedes y los conocidos como Peñalveristas, con algunos apoyos en la prensa) atacaron a Ramírez por considerarlo un agrarista cercano a los hacendados azucareros y cafetaleros y un monopolizador de la gestión ante la monarquía: el 17 de abril de 1820 un grupo de personas invadió la Gobernación en La Habana pidiendo su destitución como Intendente; pero los muchos apoyos que tenía frustraron la intentona.